# Museo nacional de la estampa
Il Museo nacional de la estampa (in italiano: museo nazionale delle arti grafiche), abbreviato in Munae, è un museo pubblico messicano pertinente all'Instituto Nacional de Bellas Artes y Literatura, situato nel centro storico di Città del Messico.
Custodisce la collezione nazionale di arte grafica, composta da opere di artisti nazionali e internazionali, principalmente del XX e XXI secolo, e organizza mostre temporanee dedicate alla stampa. Il museo sostiene anche attività legate alla ricerca, ma la maggior parte dello spazio è progettata per accogliere il maggior numero possibile di visitatori.

## Storia
Il museo è stato fondato nel 1986 e inaugurato il 17 dicembre del medesimo anno, ed è alloggiato in un edificio neoclassico degli ultimi anni del XIX secolo, situato in piazza della Santa Veracruz. Il palazzo fu ristrutturato per ospitare il museo preservando nel contempo il proprio aspetto originario.

## Collezione

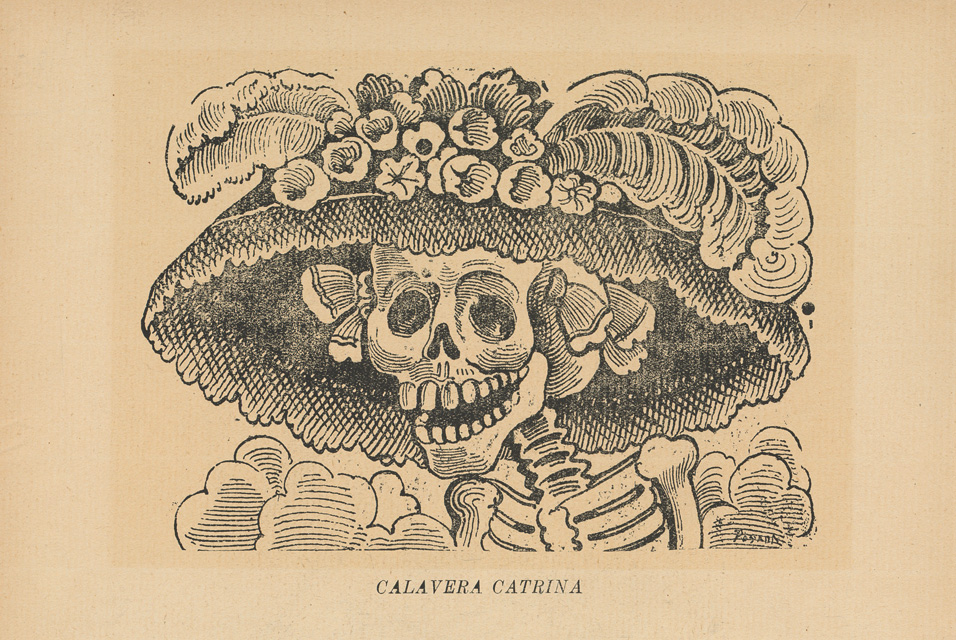
La Calavera Catrina, acquaforte di José Guadalupe Posada.

Il museo lavora in collaborazione col Museo nacional de arte, che possiede la più grande collezione di stampe del Messico,la Colección Nacional de Estampas, costituita da oltre 12 000 opere. Comprende lavori di artisti nazionali come José Guadalupe Posada, José Clemente Orozco, David Alfaro Siqueiros, Leopoldo Méndez, Adolfo Mexiac, Mariana Jampolskij, Angelina Beloff, Julio Ruelas, Rufino Tamayo, e internazionali come Mario Benedetti, Illja Kabakov, Jacques Villon, Pierre Buraglio, Richard Serra, Barbara Kruger, Hans Richter, Josef Albers, Peter Klasen, Klaus Rinke, Antoni Tàpies e Antonio Saura.